# Schoenoplectus kuekenthalianus
Schoenoplectus kuekenthalianus là loài thực vật có hoa trong họ Cói. Loài này được (Junge) D.H.Kent miêu tả khoa học đầu tiên năm 1990.